# Endicott (Nebraska)
Endicott est un village du comté de Jefferson, dans l'État du Nebraska, aux États-Unis. En 2020, il comptait une population de 114 habitants.